# Guerra de McGowan
La Guerra de McGowan va ser una guerra sense vessament de sang que tingué lloc a Yale, Colúmbia Britànica en la tardor de 1858. El conflicte va plantejar una amenaça per l'autoritat britànica recentment encunyada a la Colúmbia Britànica continental, la qual acabava de ser declarada una colònia l'estiu anterior, en l'inici del Fraser Canyon Gold Rush. Se li va dir Guerra de Ned McGowan després per un dels protagonistes principals del conflicte.